# Jørgen Jørgensen Urne
Jørgen Jørgensen Urne, död 1510, var en dansk landsdomare.
Han var son till Jørgen Urne och dennes första hustru. Han ärvde herrgården Hindemae efter fadern, där han först måste köpa ut ett par av sina bröder. Bland hans bröder fanns domprosten Hans Jørgensen Urne, biskopen Lag Jørgensen Urne, samt riksråden Johan Jørgensen Urne och Knud Jørgensen Urne.
Han var landsdomare på Fyn åren 1494–1508. År 1497 var han lensmand på Hagenskov, och vid ett enstaka tillfälle (troligen 1504, åtminstone under perioden 1503–1505) nämns han som riksråd, vilket nog knappast stämmer, då hans namn 1507 står nedtecknat efter riksråden.
Han var gift med Mette Clausdatter Huitfeldt, dotter till Claus Henriksen Huitfeldt. Hon överlevde honom och levde ännu 1516.